# الخطيب نمرة 13 (فلم)
الخطيب نمرة 13  فيلم كوميدي صامت مصري  من إخراج وتأليف وتصوير محمد بيومي  ويعتبر أول فيلم مصري بالكامل. الفيلم من بطولة دولت بيومي وحلمي فرج وفاطمة رجب ومحمد أسعد وطلبة معهد السينما بالإسكندرية. تدور الأحداث حول زعزوع الذي يدفع بصديقه زعتر للذهاب لبنك يطلبه للعمل - وذلك كمُزحة سخيفة منه - ولكن عندما يذهب زعتر للبنك، يراه مدير البنك عريسًا مناسبًا للزواج من ابنته التي لا يقبل بها أحد.
صدر الفيلم إلى دور العرض المصرية في 25 ديسمبر 1933.
منح موقع قاعدة بيانات الأفلام على الإنترنت (IMDB) الفيلم درجة 7.1/ 10.
منح موقع قاعدة بيانات الأفلام العربية «السينما.كوم» الفيلم درجة 5.9/ 10.

## ملخص أحداث الفيلم
يعاني الشاب زعتر (حلمي فرج) من الفقر ومن البطالة، وأصابه اليأس من الحصول على وظيفة. لم يعد أمام زعتر إلا أن يقوم بتعليق لوحة على باب مسكنه المتواضع وقد كتب عليها «بني آدم للإيجار ولو باللقمة». يتجول الصبي، رث الثياب، زعزوع (دولت بيومي) في شوارع الإسكندرية ويشاهد الأطفال يلعبون الكرة. يقترب زعزوع من طفل يلعب الكرة ويتسول، فيعطيه الطفل نصف قرش (خمسة مليم) وتزجره مربية الطفل وتبعده. يعود زعزوع للتجول بين المحلات ويتوقف عند محل الفاكهة ولكن يبدو أن ما يملك لا يكفي للشراء. يتفضل صاحب محل الفاكهة ويعطي زعزوع موزة وبرتقالة. يسارع زعزوع إلى حيث يقيم، في نفس مسكن زعتر، ويبدأ في تناول الموزة أمام عيون زعتر الجائع. يبالغ زعزوع في إظهار تمتعه بما يأكل ليثير غيظ زعتر الذي لا يحتمل ما يحدث ويهاجم زعزوع وينتزع منه البرتقالة ويأكلها بشراهة كبيرة. يفكر زعزوع في الإنتقام من زعتر لسرقة برتقالته، ويتطلع للإعلان المعلق على باب المسكن وتأتيه الفكرة. يأخذ زعتر سنارته ويصطحب زعزوع للصيد وأثناء سيرهم على شاطئ البحر يدعي زعزوع بألم شديد بالبطن، ويحمله زعتر إلى البيت ويعده بالذهاب لصيد «قرموط» وطهيه لعمل حساء يشربه الصبي ليشفى من ألم البطن. يذهب زعتر لصيد القرموط بينما يظهر على الشاشة كلمات زعزوع: «طيب يا زعتر الكلب.. بكرة تشوف البرتقالة ح تكلفك كام؟».
تدور الأحداث ويقوم زعزوع بخدعته لزعتر حيث يسلمه رسالة مزورة يزعم فيها أن أحد مديري البنوك يدعى «الخواجة شمهورش» (محمد أسعد) يرغب في مقابلة زعتر ليمنحه وظيفة، ويسارع زعتر إلى مقابلة هذا المدير الذي يطرده إلا أنه يستوقفه قليلًا ويقرر أن يعرض عليه الزواج من ابنته الدميمة «الآنسة شمهورش» (فاطمة رجب).

## طاقم التمثيل
- دولت بيومي: في دور الطفل زعزوع

- حلمي فرج: في دور زعتر

- فاطمة رجب: في دور الآنسة شمهورش

- محمد أسعد: في دور الخواجة شمهورش

بالاشتراك مع: طلبة معهد السينما بالإسكندرية 

## خلفية الفيلم
محمد بيومي  هو أول مخرج مصري في تاريخ السينما المصرية وكانت أول تجاربه الفيلم الصامت القصير «برسوم يبحث عن وظيفة» عام 1923 وفيلم «الباشكاتب» الصامت القصير أيضا عام 1924، وبدأ في إنشاء أول معهد عالي للسينما في مصر. حدث أثناء تصوير فيلم «برسوم يبحث عن وظيفة» أن مات أبن محمد بيومي وأصيب بحالة إنهيار وقرر الابتعاد عن عالم السينما وبعد تسع سنوات من الاعتزال استطاعت الفنانة دولت أبيض أن تقنعه بالعودة إلي الفن السينمائي الذي عشقه وكان أول رواده، أقنعته دولت أبيض أن يعود للإنتاج والإخراج من جديد فكتب قصة وسيناريو وأنتج وأخرج وقام بعمل المونتاج  ووضع الموسيقى التصويرية لفيلم «الخطيب نمرة 13» وأشرك طلبة المعهد في تمثيل الفيلم كذلك أشرك ابنته «دولت محمد بيومى» بدور طفل وذلك بعد نجاح الأطفال على شاشة السينما المصرية في فيلم «مصطفى أو الساحر الصغير» عام 1932 الذي قام ببطولته طفل. لم يكن هناك استوديو ولكن بنى محمد بيومي الديكورات بنفسه بمساعدة طلبة معهد السينما في الإسكندرية. أجرى بيومي عمليات الطبع بالآت مصرية من صنعه، وعرض الفيلم، بصناعة مصرية كاملة، في 25 ديسمبر 1933 وأعيد في الإسكندرية في مارس 1934 وحقق وقتها نجاحاً ملحوظًا على الرغم من ظهور السينما الناطقة عام 1932، إلا أن الفيلم صدر للعرض صامتاً.
سجل فيلم «الخطيب نمرة 13» أول مصادرة من الرقابة المصرية حيث كان اعتراض الرقابة هو «ظهور الطبلية والحلة» في أحداث الفيلم الذي يصور حياة شاب فقير وعاطل.

## روابط خارجية
- مقالات تستعمل روابط فنية بلا صلة مع ويكي بيانات
- الخطيب نمرة 13 على الدهليز

https://letterboxd.com/film/fiance-no-13/ الخطيب نمرة 13 (فيلم)
https://www.youtube.com/watch?v=GTjn_RDCBiw الخطيب نمرة 13 (فيلم)